# طاح مخروش (مسرحية)
هي مسرحية سياسية اجتماعية كوميدية من تأليف مبارك الحشاش وإخراج بدر محارب - عبد الناصر الزاير .
عرضت في الكويت سنة 1993 وهي تعتير الجزء الثاني من مسرحية مخروش طاح بكروش .
ولكن بشكل مختلف حيث تحدثت عن الأمور والمشاكل التي جاءت بعد التحرير مثل :(التعويضات والديون الصعبة وغيرها من المشاكل التي ناقشتها المسرحية بشكل كوميدي ).

## أبطال المسرحية
- أحمد جوهر الأدوار : بوجعبر - صدام حسين - بومناحي - أحمد راعي الدوانية
- طارق العلي الأدوار : لفته - علوش حنون - المذيع العراقي - عادل مسؤول التعويضات
- ولد الديرة الأدوار : بوطلال - حنون علوش - مواطن كويتي
- محمد حسن
- علي سلطان
- نواف الشمري
- بدر الطيار
- شعبان عباس